# Spy Sounds
Spy sounds o Spy music designa un genere musicale legato alle colonne sonore (soundtrack) di film di spionaggio prodotti fin dagli anni Sessanta e Settanta, in particolare i classici del ciclo di James Bond, a partire dall'esordio di Sean Connery in Agente 007 - Licenza di uccidere (1962), la prima pellicola della fortunata saga spionistica.
Oltre a quelli dei vari film di James Bond, fra i temi musicali più famosi ricordiamo Mission: Impossible, il tema di Peter Gunn e le colonne sonore della serie La Pantera Rosa.

## Artisti correlati
- John Barry
- Shirley Bassey
- Ennio Morricone
- Charles Mingus
- Lalo Schifrin
- Hugo Montenegro
- Franco Micalizzi
- John Powell
- Henry Mancini
- Al Caiola
- Ray Martino
- David Shire